# Recas
Recas es un municipio y localidad española de la provincia de Toledo, en la comunidad autónoma de Castilla-La Mancha. El término municipal tiene una población de 5023 habitantes (INE 2024).

## Toponimia
El término "Recas" deriva de recuas, conjunto de animales de carga, que a su vez deriva del árabe "rákab" que significa caravana, cabalgata o cortejo. En el siglo XII se denominaba Recas o Recuas indistintamente.

## Geografía
Recas limita con los términos municipales de Chozas de Canales, Lominchar, Camarenilla, Arcicóllar, Camarena, Cedillo del Condado, Villaluenga de la Sagra, Yunclillos y Bargas, todos ellos de la provincia de Toledo.
El casco urbano de Recas está situado en una localización por la que antaño corrían, hoy soterrados, dos arroyos, uno por las actuales calles de El Manzanar, Plaza España y Paseo del Prado y el otro por las calles La Fuente y El Pilar, discurrían separados hasta donde se juntan El Pilar y Paseo del Prado y continuaban juntos por la calle Arcas de Agua. Es por eso por lo que la mayoría de las calles presentan desniveles con dos marcadas "vertientes" hacia estos dos arroyos.

### Clima
Recas cuenta con un clima mediterráneo continentalizado, que se da en zonas del interior de la península ibérica. Los inviernos son fríos y húmedos, con frecuentes heladas que pueden producirse desde octubre a mayo. Sin embargo, las nevadas son muy poco habituales debido a su baja cota (alrededor de los 571 m sobre el nivel del mar). Por otro lado, los veranos son largos y muy calurosos. En los meses de julio y agosto se supera fácilmente los 37 °C durante el día.

### Río Guadarrama
El término municipal de Recas se encuentra cruzado de norte a sur por el río Guadarrama. En el pasado cada verano el río Guadarrama era el punto de encuentro para el ocio y diversión de requeños. Por norma general las obligaciones del campo no permitían ir a bañarse al río tanto como deseaban. Quizá el 25 de julio, festivo notorio, se hacía una salvedad y decenas de familias, grupos de amigos pasaban el día en las cristalinas aguas del río. Los tiempos cambian, las necesidades también. Por suerte la población activa de Recas cuenta hoy con más tiempo libre y diferentes alternativas de ocio, pero no se encuentra entre tan amplio abanico de posibilidades la posibilidad de ir a bañarse en el río como antaño.

## Historia
Existen hallazgos de mosaicos romanos en el paraje conocido por Peronilla, en donde parece estuvo situado el primitivo núcleo urbano y se han encontrado nuevos restos arqueológicos de la época árabe que testimonian la presencia de gentes en esta zona en donde Recas es una continuación ya en el Alto Medievo de esta población. Se cita por primera vez, con el nombre de Recas, en una donación que hace Alfonso VII al arzobispo de Toledo; entonces le entrega el castillo de Canales con sus términos; así Recas dependía de este castillo y a su vez formaba parte del patrimonio de la iglesia metropolitana de Toledo. En 1576 Recas ya es lugar realengo.
Según el autor Jairo Javier García Sánchez, la primitiva población después de la Reconquista, pudo ser de cristianos del norte de la península y más concretamente vascones.
A mediados del siglo XIX, la villa tenía contabilizada una población de 603 habitantes. Aparece descrita en el decimotercer volumen del Diccionario geográfico-estadístico-histórico de España y sus posesiones de Ultramar de Pascual Madoz de la siguiente manera:

RECAS: v. con ayunt. en la prov. y dióc. de Toledo (4 leg.), part. jud. de lllescas (3), aud. terr. de Madrid (8), c. g. de Castilla la Nueva: sit. en terreno muy desigual, es de clima templado; reinan los vientos E. y O., y se padecen gástricas y catarrales: tiene 100 casas; la de ayunt. cárcel; escuela dotada con 1,460 rs. de los fondos públicos, á la que asisten 28 niños; igl. parr. (San Pedro) con curato de segundo ascenso y provision ordinaria; una ermita (San Blas) que forma calle con las casas; otra (la Soledad) a la salida O., y en los afueras sobre un cerrito la de San Sebastian. Se surte de aguas potables, en una fuente que nace en medio del pueblo y forma un arroyito perenne. Confina el term. por N. con el de Villanueva de la Sagra; E. Villaluenga; S. Yunclillos, y O. Chozas de Canales, á dist. de 1/2 á 3/4 leg., y comprende los cas. de Bujazadan, Buzarabajo, Majazul de abajo y Majazul de arriba, que son otras tantas colonias de labor; el desp. de Gánales sit. entre los térm. de esta v., Chozas de Canales y Villanueva, á la parte E. del r. Guadarrama, conservándose aun vestigios de su ant. fort. á la márg. izq.: este pueblo fue cab. del arciprestazgo, que aun se titula de Canales, y creemos fue tomado por el rey D. Alonso VI, de cuya localidad hablamos en el tomo 5.º, pág. 390; y por último á 1/2 leg. el conv. de frailes que se tituló de la Oliva, del que solo existen los escombros, una huerta y una alameda contiguas que se riegan con un manantial. Cruza de N. á S. el r. Guadarrama 1/2 leg. al O., en cuyas márg. existen infinidad de huertas de verduras, higueras, granados y olivas, y le bañan otros 2 arroyuelos que se reunen al anterior. El terreno forma muchos cerros desiguales y algunas vegas de buena calidad: los caminos vecinales á los pueblos inmediatos: el correo se recibe en lllescas por baligero tres veces á la semana. prod.: trigo, cebada, avena, garbanzos, habas, algarrobas, aceite, vino, verduras y frutas; se mantiene ganado lanar, vacuno y mular de labor, y se cria poca caza menuda. ind. y comercio: un pozo de nieve, 2 molinos de aceite, tráfico de sus frutos. pobl.: 115 vec., 603 alm. cap. prod.: 701,500 rs. imp.: 32,310. contr.: 35,093.
(Madoz, 1849, p. 388)

## Demografía
Cuenta con una población de 5023 habitantes (INE 2024).
| Gráfica de evolución demográfica de Recas entre 1842 y 2024                                                           |
| |
| Población de derecho según los censos de población del INE. Población de hecho según los censos de población del INE. |

| Nacionalidad | Hombres | Mujeres | Total | %     | Proporción |
| ------------ | ------- | ------- | ----- | ----- | ---------- |
| Española     | 1726    | 1583    | 3309  | 72.6% |            |
| Extranjera   | 773     | 470     | 1243  | 27.3% |            |

El municipio de Recas cuenta con la singularidad demográfica de albergar entre su población a habitantes de más de cuarenta nacionalidades, siendo la española y la maliense las predominantes.[cita requerida]
Desde mediados de los años 1990 durante una época en la que los productos del campo (principalmente la lechuga y la cebolla) alcanzaban precios que hacían las explotaciones agrarias especialmente rentables numerosos inmigrantes fueron asentándose en el municipio. En aquellos años vivían en condiciones de habitabilidad muy precarias (naves en el campo, tiendas de campaña, etc) pero en la actualidad procesos de reagrupación familiar y el progreso económico de muchos inmigrantes han propiciado que aquella situación se revierta y cuenten con viviendas que reúnen las condiciones normales de habitabilidad.[cita requerida]

## Símbolos
El blasón o descripción textual del escudo heráldico que representa al municipio fue aprobado el 1 de marzo de 1991; la publicación de la orden se produjo el 13 de marzo de 1991 en el Diario Oficial de Castilla-La Mancha:

Forma española, dividido en mantel. Primero en campo de sinople, una torre de oro. Segundo, Cruz mozárabe de oro, en campo de púrpura. En la zona mantelada, en campo de oro, un olivo al natural arrancado. Al timbre, Corona Real cerrada.
Diario Oficial de Castilla-La Mancha nº 21 de 13 de marzo de 1991

La descripción de la bandera municipal fue aprobada simultáneamente:

Bandera mastilada por mitad: la franja superior de color púrpura, la inferior de color verde y el triángulo junto al asta, de color amarillo, con un olivo centrado, de sus colores.
Diario Oficial de Castilla-La Mancha nº 21 de 13 de marzo de 1991

## Administración
| Periodo   | Nombre                 | Partido   |
| --------- | ---------------------- | --------- |
| 1979-1983 | José Sánchez Bravo     | AP/PDP/UL |
| 1983-1987 | José Sánchez Bravo     | AP/PDP/UL |
| 1987-1991 | José Sánchez Bravo     | PP        |
| 1991-1995 | José Sánchez Bravo     | PP        |
| 1995-1999 | José Sánchez Bravo     | PP        |
| 1999-2003 | José Sánchez Bravo     | PP        |
| 2003-2007 | José López García      | PSOE      |
| 2007-2011 | Alfredo Sánchez Ortega | PP        |
| 2011-2015 | José López García      | PSOE      |
| 2015-2019 | Laura Fernández Díaz   | PP        |
| 2019-2023 | Eliseo Ocaña García    | PSOE      |
| 2023-act. | Eliseo Ocaña García    | PSOE      |

En el salón de actos del Ayuntamiento de Recas se exponen desde el año 2007 fotografías de todos los alcaldes que fueron designados para el cargo durante la dictadura de Franco y las de algunos de los anteriores a la proclamación de la II República. Fue la respuesta del equipo que gobernó el municipio entre los años 2007 y 2011 a la promulgación en ese mismo año de la Ley de Memoria Histórica.
Recas contó hasta finales de 2022 con calles nombradas como Generalísimo Franco, Héroes del Alcázar, General Yagüe, Gregorio Cuchet, Licinio De la Fuente o José Antonio convirtiéndose así en el tercer municipio de Castilla-La Mancha que tiene más calles en recuerdo de la represión franquista.

## Patrimonio
- La ermita de San Blas

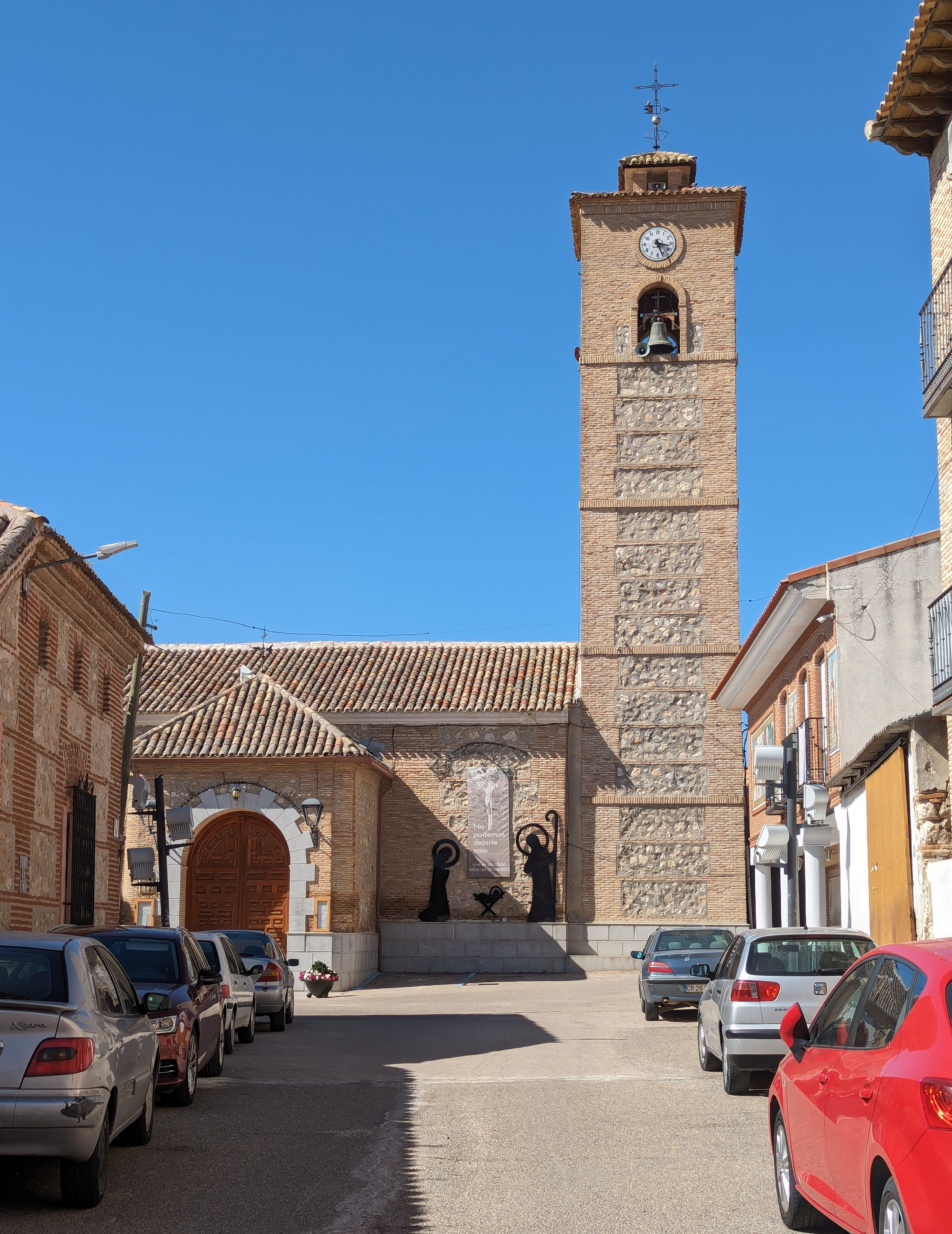
Iglesia de San Pedro Apóstol

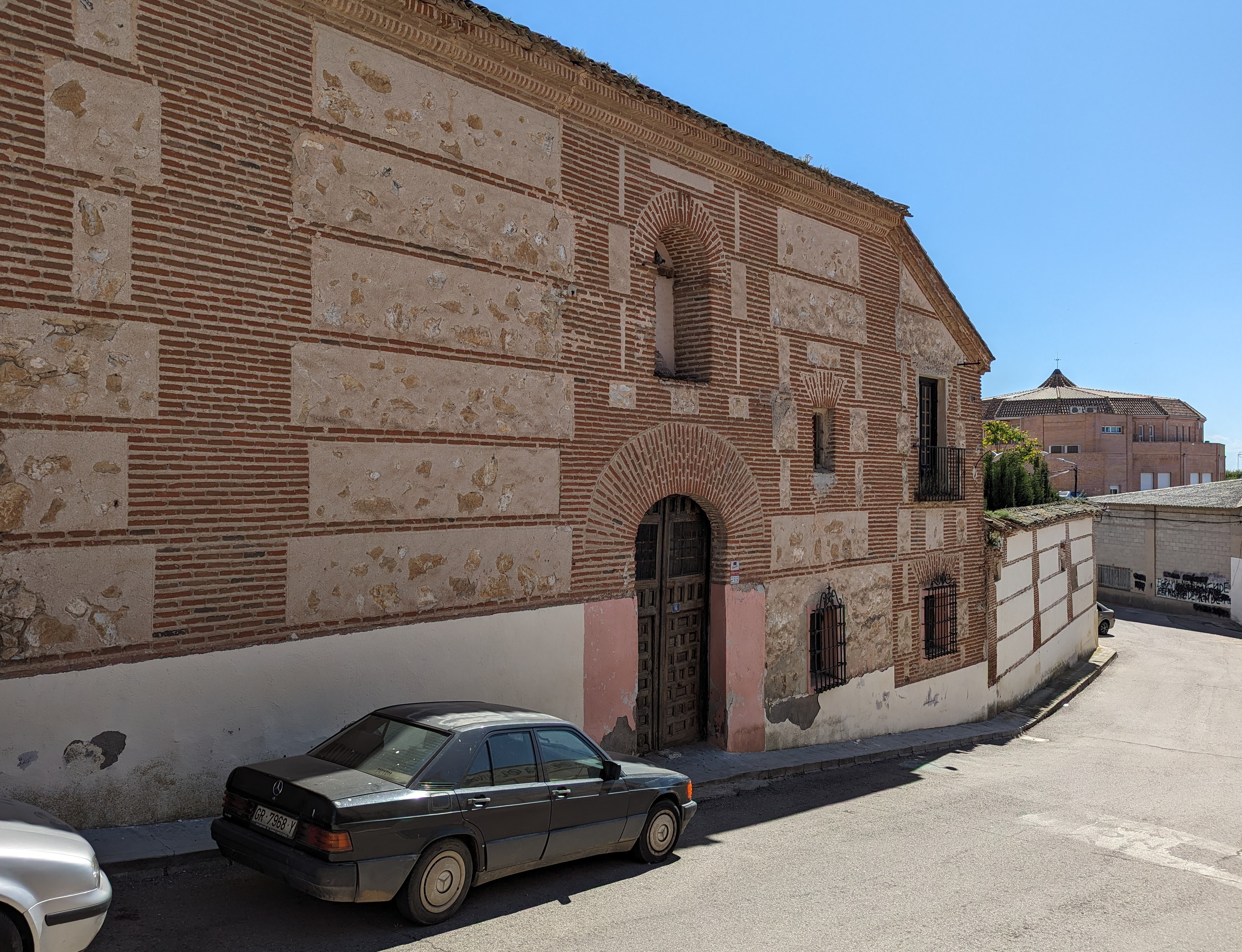
Abadía

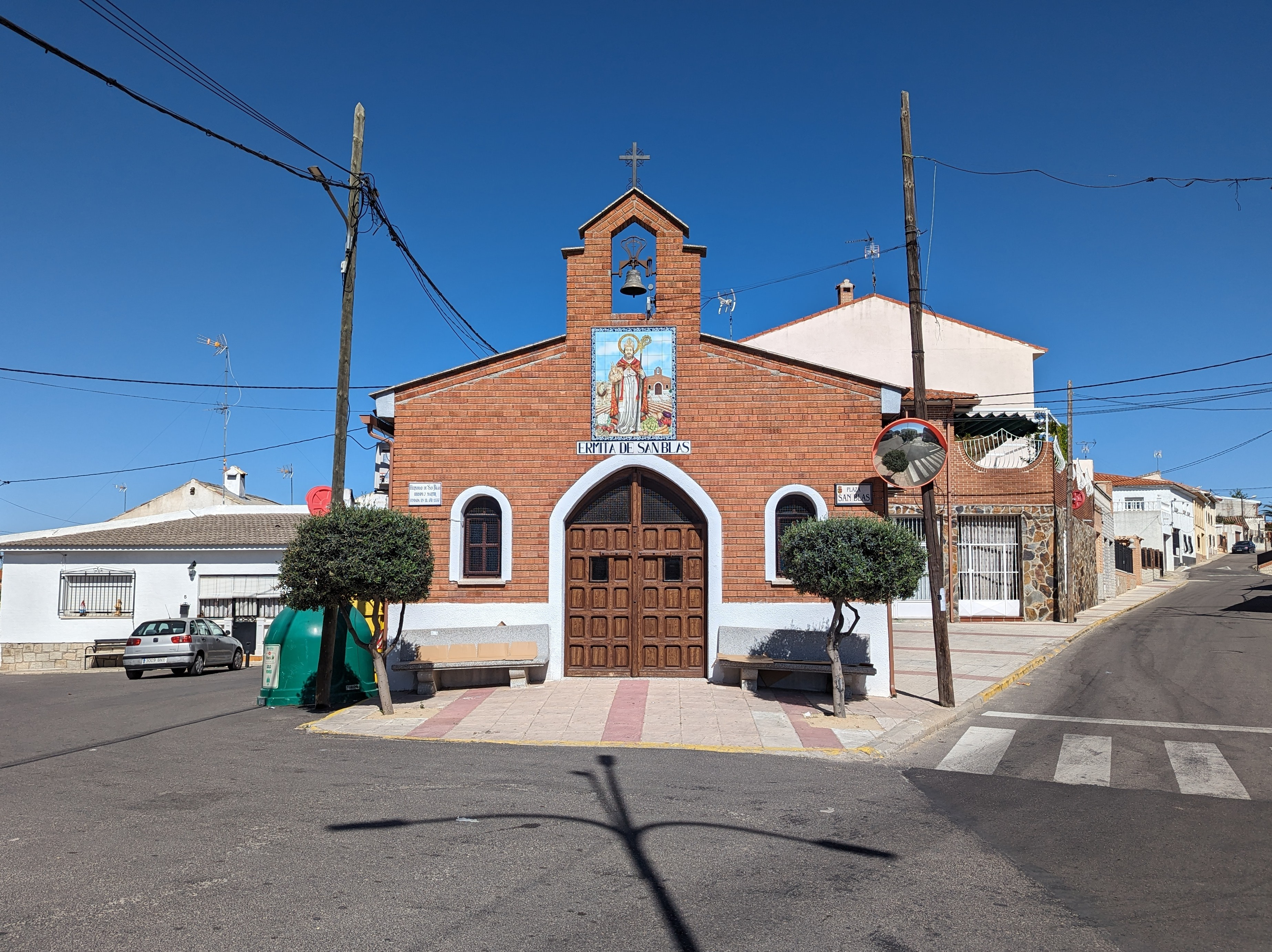
Ermita de San Blas

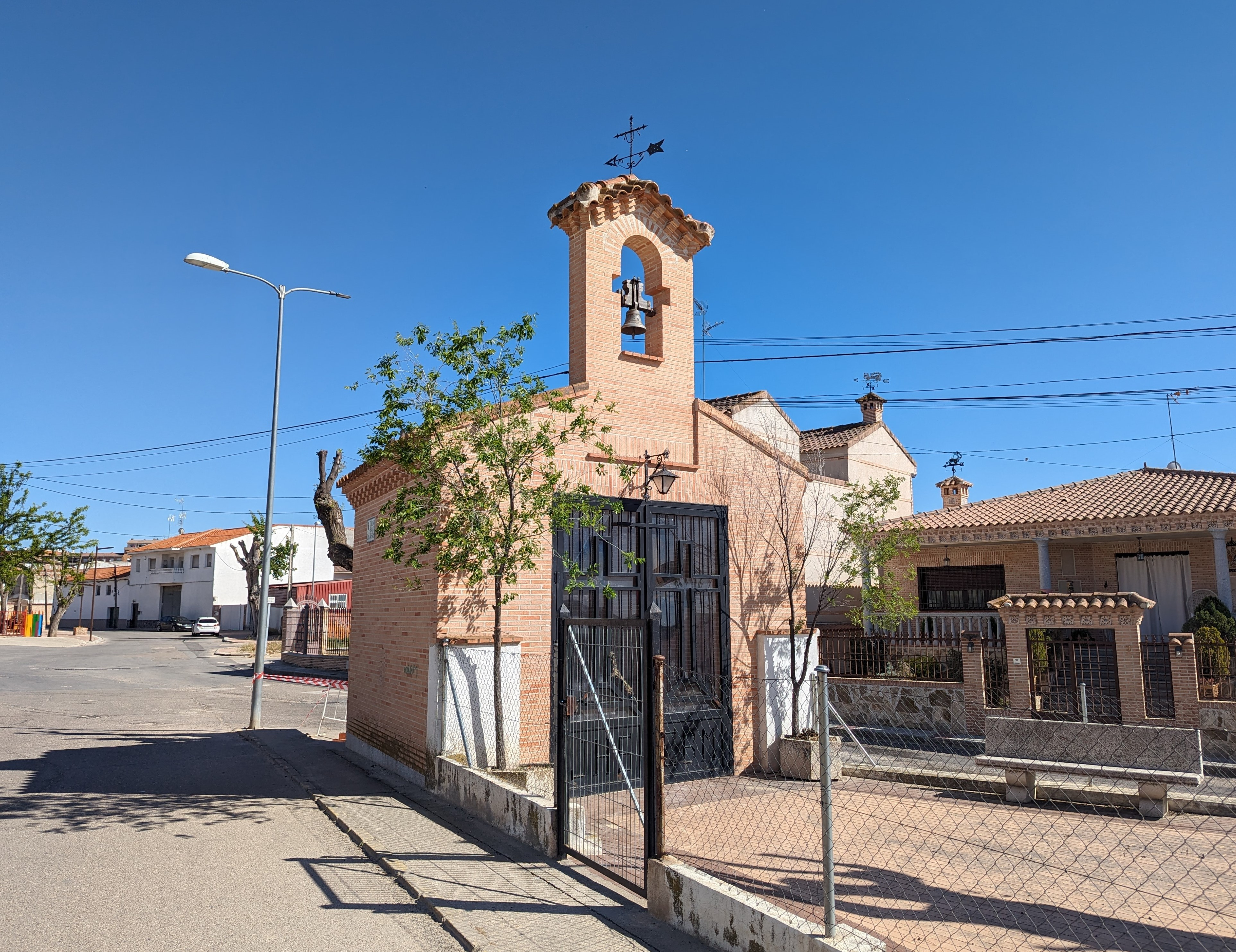
Ermita del Cristo de la Buena Muerte

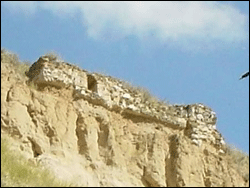
Castillo de Canales, actualmente en ruinas

- La iglesia parroquial de San Pedro Apóstol (edificio del siglo XV), se trata de un edificio de planta basilical de fábrica en mampostería toledana, con interior encalado en blanco. A lo largo de los años ha ido añadiendo capillas a los laterales de la planta original contando actualmente con dos sacristías y dos capillas laterales: una paralela a la planta original en el lado de la Epístola, abierta a la misma por tres arcos de medio punto, hoy cerrados por vidrieras de estilo modernista con representaciones de la Inmaculada Concepción, Eva en el Paraíso, simbología eucarística, etc. cuenta en su interior con techo sujeto con vigas de madera y en la zona del presbiterio un artesonado con motivos del patronazgo de la parroquia: oliva, anagrama de María Auxiliadora y llaves de san Pedro la fábrica de la misma es mampostería toledana; otra de planta ochavada en el lado del Evangelio dedicada a la advocación de Ntra. Sra. la Virgen de la Oliva cuenta con una cúpula decorada con 4 frescos dedicados a san Pedro, san Blas, un Pantocrátor con dos imágenes de gran devoción popular (san Antonio de Padua y la Virgen del Carmen) y en el principal fresco está representada la Aparición de la Imagen de la Virgen en el entorno de la Oliva a Alfonso VI de León mientras estaba de caza, se encuentra solada con mármoles de diferentes colores formando una estrella en el centro de la capilla y posee una linterna de la que cuelga una lampara de pedrería de nueva fábrica.
- El Castillo de Canales (datado del siglo VIII, hoy sólo queda de él unas ruinas de lo que fue su estructura) situado dentro de una finca privada. En 1126 Canales pasa a pertenecer al rey Alfonso VII. El 21 de agosto de 1143 el rey Alfonso VII concede al arzobispo de Toledo el Señorío de Canales. Este arzobispo concede, en el mismo año, a sus clérigos de confianza para sostenimiento de la paz, la mitad del Señorío de Canales, entre otras villas. Al confirmar Alfonso VIII los privilegios de la Catedral de Toledo, el 6 de agosto de 1184, desde Agreda, se cita de nuevo Canales; y en el mismo año, el 12 de diciembre, desde Segovia, dicho monarca al confirmar los términos del Concejo de esta ciudad como límite de su jurisdicción con Toledo, se vuelve a mencionar Canales, Madris, Olmos y Alfamín. En el año 1184 , en una bula de Eugenio III dirigida al arzobispo de Toledo, nombre a Canales como “Oppidórum” de realengo y le confirma el Señorío Real. En otras bulas de Alejandro III, Urbano III y Celestino III, en los años 1161, 1186 y 1192, respectivamente, se menciona nuevamente Canales. Otra bula, ésta de Inocencio III, en 1210, señala a Canales como plaza fuerte. En 1368 el castillo de Canales fue desmantelado por el rey Pedro I, y posteriormente reconstruido por la diócesis toledana de Monseñor Pedro Tenorio bajo las trazas de Alonso de Covarrubias. A lo largo de la Edad Media, según iba perdiendo su interés militar, el castillo de Canales se fue despoblando lentamente. Sobre el año 1517, la fortaleza estaba bastante descuidada y en ruinas sus torres. Sigue perteneciendo al señorío del Arzobispado de Toledo bajo el reinado de Carlos V. En el siglo XIX el edificio y el paraje donde se sitúa el castillo de Canales pasa a desamortizarse y hoy día pertenece a la familia requeña Cabañas Caballero. La estructura del castillo de Canales ha llegado desdibujada a la actualidad, perdiéndose casi por completo sus restos arqueológicos.
- La Abadía de Recas (Recas), situada frente a la iglesia parroquial de san Pedro Apóstol, que fue morada de frailes, construida en 1580 y desamortizada a la Iglesia en la Desamortización de Mendizábal y pasada a manos privadas (en la actualidad se puede alquilar para eventos).
- Explanada de la Virgen de la Oliva: a 3 km al norte del núcleo urbano por el Camino Alto de la Oliva se encuentra enclavado el milenario Olivo de la Virgen, donde al rey Alfonso VI se le apareció la Santísima Virgen. Lugar en el que hubo un Monasterio franciscano, del que hoy día apenas quedan ruinas. El olivo, actualmente se encuentra en una explanada situada en una parcela privada que pertenece a una familia que no la ha cedido a la Iglesia como erróneamente se cree en el municipio, aunque tolera el uso religioso de la misma.

## Fiestas
- Los días 3 y 4 de febrero, se celebran las fiestas de San Blas y de "San Blas Chico" (3 de Febrero fiesta local).El día 2 de febrero se realiza la bajada del santo desde la Ermita hasta la Iglesia parroquial y se bendicen las roscas, por la noche hay una gran hoguera en la plaza con motivo de la Candelaria y un espectáculo de fuegos artificiales. El día 3 hay una Santa Misa en honor de san Blas y por la tarde hay procesión. El día 4 se celebra la fiesta llamada popularmente "San Blas Chico" en la que hay juegos infantiles, un remolque se adorna con hortalizas un una persona disfrazada de santo va en ella por las calles del pueblo, se realiza un pregón destacando los hechos acaecidos a lo largo del año en el pueblo de manera cómica. El conjunto de esta fiesta está en trámite de declararse como Fiesta de Interés Turístico Regional.
- Carnavales a finales de febrero, y Entierro de la Sardina el Miércoles de Ceniza.
- Semana Santa: con distintas procesiones por las calles del pueblo.
- Feria de Abril: celebrada a mediados de mayo, con diversos actos populares.
- Del 1 al 9-10 de septiembre, se celebran las fiestas patronales en honor a Ntra. Sra. de la Oliva (8 de septiembre fiesta local): son las fiestas grandes, y están formadas por diversos concursos: pinturas en el suelo, póker, carteles anunciadores... El día 6 hay un desfile de carrozas y charangas por todo el pueblo (cabe destacar que últimamente con la motiva de la fiesta a por la noche se ha vuelto más multitudinaria), el 7 hay fuegos artificiales... Varias noches hay verbenas en la Plaza España y en el Pilar zona joven. Las fiestas terminan con una paella gigante el día nueve en el Pilar y por la noche una gran traca de fin de fiestas. Igualmente nueve días antes del 8 de septiembre hay novena en honor de Ntra. Sra. la Virgen de la Oliva; cada 5 años (los acabados en 4 y en 9), las novenas se organizan en las diferentes plazas del pueblo y la Virgen pasa la noche y el día siguiente en la casa de alguna familia requeña, las calles por la que pasa la Virgen son decoradas en el suelo por pinturas con motivos florales, palomas de la paz, mensajes... se sacan tiestos a la calle y se adornan con banderolas.

## Virgen de la Oliva

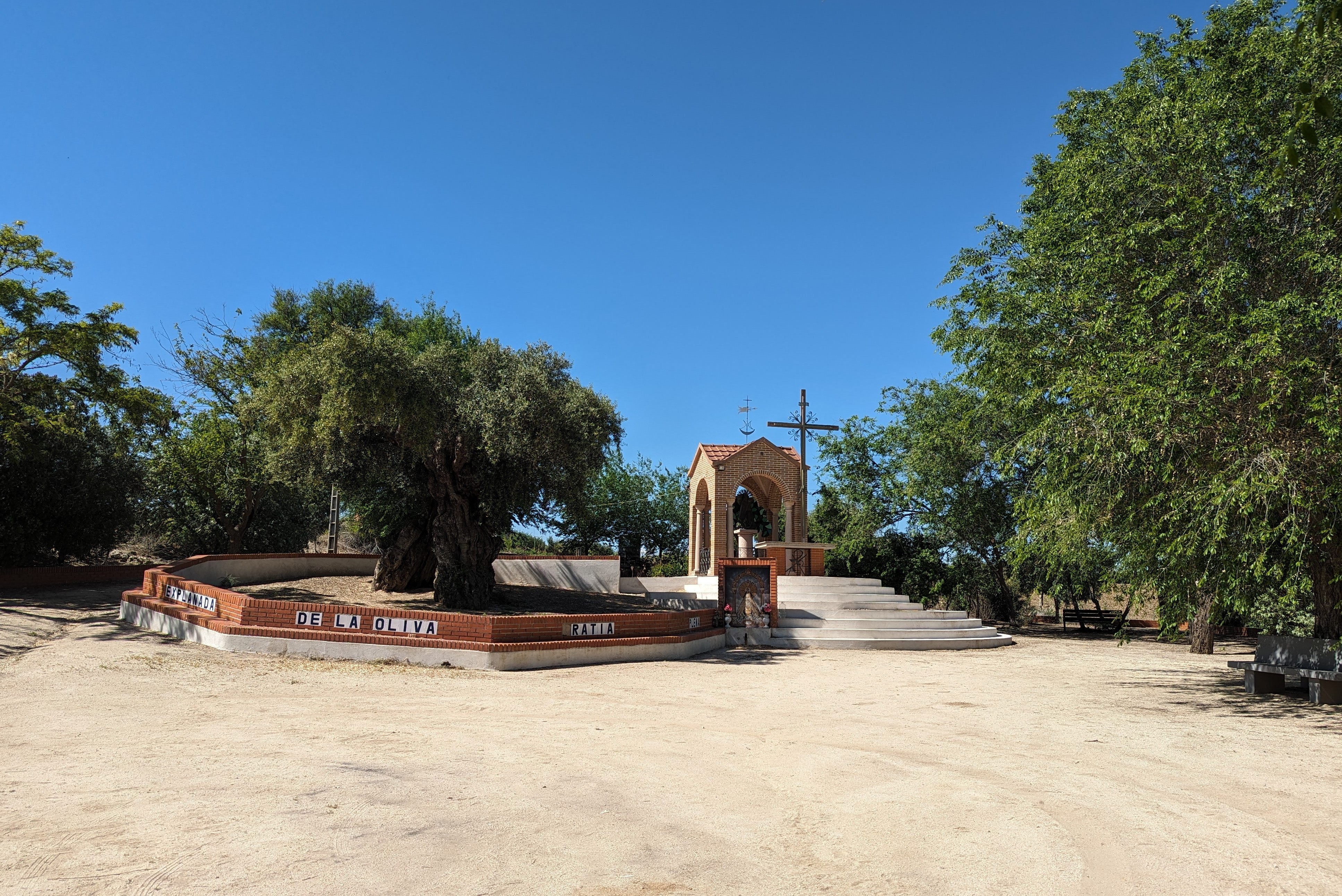
Explanada de la Virgen de la Oliva

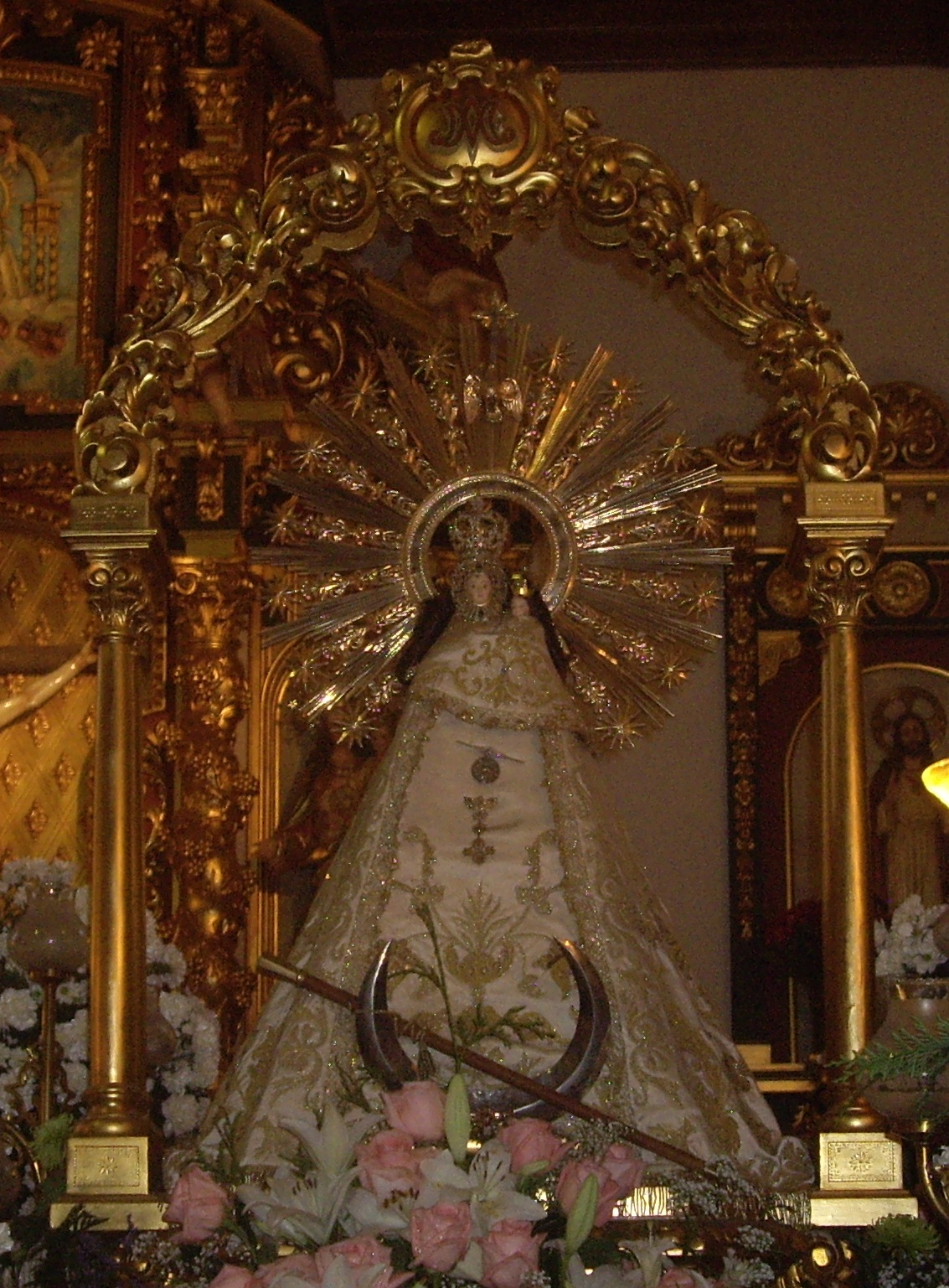
Ntra. Sra. de la Oliva, alcaldesa perpetua de Recas

La imagen de la Virgen de la Oliva se encuentra ligada al árbol milenario del olivo.
El olivo, o como gustan llamar por estas tierras: la oliva, forma parte de la tradición y la devoción religiosa en Recas. Allí existe una oliva que destaca sobre las demás por su grandeza y frondosidad.
Antes de la invasión musulmana de la península ibérica, sobre ese paraje y no muy lejos del castillo de Canales, se levantaba una ermita a la devoción a la Virgen. Los devotos de la Ermita anteriormente citada, usaron la frondosidad de la oliva para salvaguardar las imágenes de culto. Es por ello que desde aquella época este árbol ha estado ligado a la devoción de la imagen mariana a la que ha prestado su nombre.
Después de la Reconquista, y por ello la recuperación de las imágenes, los cristianos retomaron con mayor intensidad su devoción a la Virgen de la Oliva. Según el legado histórico que llega a la actualidad, a través de la tradición, cuentan que la citada oliva empezó a sudar aceite y que incluso en el día de hoy corre por nudos y junturas de los ramos de dicha oliva, aunque no tan sutil y delgado como se saca de la aceituna. Este acontecimiento, unido a los anteriores, propiciaron las primeras peregrinaciones a la oliva.
Durante la Edad Media, dicho culto y veneración llegó a expandirse tanto que llegó a oídos de la Corte y el rey Juan II. Dada la religiosidad del monarca, ordenó levantar en la zona un convento llamado de Nuestra Señora de la Oliva, para que en él se alojasen religiosos observantes de la Compañía de San Francisco de Asís.
Aunque este Convento franciscano del siglo XV desgraciadamente no ha sobrevivido al paso del tiempo, según los historiadores y expertos, su estructura podía estar formada por un gran claustro de forma cuadrada entorno al cual se disponían las celdas y habitaciones necesarias para la comunidad. Sufriendo a lo largo de los siglos ciertas ampliaciones de importancia, llegando según algún historiador a tener dos claustros con planta superior, del que sólo existen los escombros, una huerta y una alameda contigua, que se riegan con manantial. Atacado y arradado durante las Guerras de Independencia de principios del siglo XIX y tras la Desamortización de Mendizábal en 1836 el edificio sufrió gravemente y su estructura cedió. Tras estas épocas convulsas, la imagen de Nuestra Señora de la Oliva fue traída a nuestro pueblo, y hoy en día descansa en su Parroquia.
Actualmente la Virgen de la Oliva sigue venerándose con gran devoción por todos los requeños.
Durante el siglo XX, más concretamente bajo el apostolado en Recas del párroco José María Gómez Jane, se adecenta una explanada con altar en el entorno de la oliva donde cuenta la historia que apareció la Virgen, proyecto inspirado e impulsado por el citado párroco.
En el umbral del segundo milenio, se construye una capilla en el lado del Evangelio de la iglesia parroquial dedicada a la veneración de la Virgen de la Oliva, allí se levanta un retablo inspirado en aquel que existió en su antigua morada al lado de los frailes franciscanos. Este proyecto forma parte de una obra filantrópica de la familia requeña Ortiz Bravo.
En 2004, en la Explanada de la Oliva se coloca una escultura de bronce con la esfinge de la Virgen de la Oliva, fruto de la devoción de una familia de Recas.
El 8 de septiembre es el día grande de la veneración a la Virgen de la Oliva patrona de Recas, antes de la citada fecha se celebra un extraordinario novenario en su honor. El domingo de la Santísima Trinidad es tradición la peregrinación a la Explanada donde se encuentra enclavada la Oliva.